# یواس‌اس دالی (دی‌دی-۵۱۹)
یواس‌اس دالی (دی‌دی-۵۱۹) (به انگلیسی: USS Daly (DD-519)) یک کشتی بود که طول آن 376 ft 6 in (114.7 m) بود. این کشتی در سال ۱۹۴۲ ساخته شد.